# La Asunción, Costa Rica
La Asunción är en ort i Costa Rica.   Den ligger i provinsen Heredia, i den centrala delen av landet, 11 km nordväst om huvudstaden San José. La Asunción ligger 956 meter över havet och antalet invånare är 4 383.
Terrängen runt La Asunción är kuperad åt sydost, men åt nordväst är den platt. Runt La Asunción är det mycket tätbefolkat, med 2 431 invånare per kvadratkilometer. Närmaste större samhälle är San José, 11,0 km sydost om La Asunción. Runt La Asunción är det i huvudsak tätbebyggt.